# 芝麻淡水笠螺
芝麻淡水笠螺（学名：Laevapex nipponica），又名盘蜷，舊屬基眼目淡水笠螺科（盘蜷科）Laevapex。

## 分佈
分佈於南韓及台湾的台北市關渡、宜蘭縣員山鄉、雷公埤、台北縣汐止市金龍湖。常栖息在河川、池塘。